# Furnifold M. Simmons
Furnifold M. Simmons (Pollocksville, 1854. január 20. – New Bern, 1940. április 30.) az Amerikai Egyesült Államok szenátora (Észak-Karolina, 1901–1931).